# Sally St. Clair
Pour les articles homonymes, voir St. Clair.
 (mars 2024).
La mise en forme du texte ne suit pas les recommandations de Wikipédia : il faut le « wikifier ».
Les points d'amélioration suivants sont les cas les plus fréquents. Le détail des points à revoir est peut-être précisé sur la page de discussion.
- Les titres sont pré-formatés par le logiciel. Ils ne sont ni en capitales, ni en gras.
- Le texte ne doit pas être écrit en capitales (les noms de famille non plus), ni en gras, ni en italique, ni en « petit »…
- Le gras n'est utilisé que pour surligner le titre de l'article dans l'introduction, une seule fois.
- L'italique est rarement utilisé : mots en langue étrangère, titres d'œuvres, noms de bateaux, etc.
- Les citations ne sont pas en italique mais en corps de texte normal. Elles sont entourées par des guillemets français : « et ».
- Les listes à puces sont à éviter, des paragraphes rédigés étant largement préférés. Les tableaux sont à réserver à la présentation de données structurées (résultats, etc.).
- Les appels de note de bas de page (petits chiffres en exposant, introduits par l'outil «  Source ») sont à placer entre la fin de phrase et le point final[comme ça].
- Les liens internes (vers d'autres articles de Wikipédia) sont à choisir avec parcimonie. Créez des liens vers des articles approfondissant le sujet. Les termes génériques sans rapport avec le sujet sont à éviter, ainsi que les répétitions de liens vers un même terme.
- Les liens externes sont à placer uniquement dans une section « Liens externes », à la fin de l'article. Ces liens sont à choisir avec parcimonie suivant les règles définies. Si un lien sert de source à l'article, son insertion dans le texte est à faire par les notes de bas de page.
- La présentation des références doit suivre les conventions bibliographiques. Il est recommandé d'utiliser les modèles {{Ouvrage}}, {{Chapitre}}, {{Article}}, {{Lien web}} et/ou {{Bibliographie}}. Le mode d'édition visuel peut mettre en forme automatiquement les références.
- Insérer une infobox (cadre d'informations à droite) n'est pas obligatoire pour parachever la mise en page.

Pour une aide détaillée, merci de consulter Aide:Wikification.
Si vous pensez que ces points ont été résolus, vous pouvez retirer ce bandeau et améliorer la mise en forme d'un autre article.

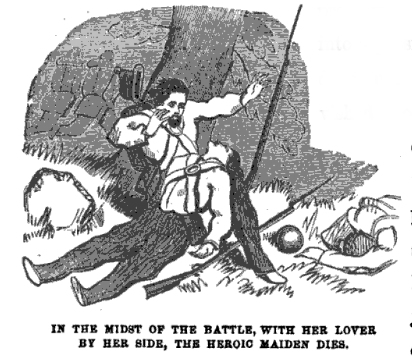
Illustration tirée de Aventures passionnantes parmi les premiers colons par W. Wildwood, 1866.

Sally St. Clair ou St. Clare (morte en 1782) est une Américaine de Caroline du Sud qui s'est déguisée en homme et a rejoint l'armée continentale. Son véritable sexe n'a été découvert par ses camarades soldats qu'après qu'elle a été tuée au combat lors du siège de Savannah en 1782.
On sait peu de choses sur St. Clair. Elle est diversement décrite comme une femme créole, une femme de couleur et une femme d'origine africaine et française. Selon certains témoignages, elle a rejoint l'armée pour être avec son amant, le sergent William Jaspar de la brigade Francis Marion, et a été tuée en lui sauvant la vie. Elle a peut-être servi comme artilleur. Plusieurs sources affirment qu'elle a été tuée lors de la bataille de Savannah en 1778.
Les « Victoriens romantiques » tels que George Pope Morris (en) affirmaient que même son amant ne l'avait reconnue qu'après qu'elle a été tuée et que son corps a été préparé pour l'enterrement. Le poème de Morris sur St. Clair commence :
In the ranks of Marion's band,

Through morass and wooded land,

Over beach of yellow sand,

     Mountain, plain and valley;

A southern maid, in all her pride,

March'd gayly at her lover's side,

          In such disguise 

          That e'en his eyes

     Did not discover Sally.
Morris décrit St. Clair comme une « belle fille créole aux yeux sombres » avec « de longues boucles de jetée » et affirme qu'elle est morte d'un coup de lance visant son amant, le sergent Jasper. Il poursuit en disant que « pas un seul œil n'était sec dans le corps lorsque Sally St. Clair a été déposée dans sa tombe, près de la rivière Santee, dans un coin vert et ombragé qui semblait avoir été volé au paradis ».
Warren Wildwood raconte son histoire dans des termes tout aussi pittoresques dans Thrilling Adventures Among the Early Settlers (1866).
Un commentaire dans un article de 1906 de la société historique de Caroline du Sud détaillant une concession de terre de 1784 accordée au Sgt. Jasper héritier de William Jasper, dit que la lecture des informations sur la concession de terre « est recommandée à la considération de ces personnes qui croient à cette histoire stupide d'une fille nommée S. Clair qui, en tenue d'homme, a suivi Jasper au service en raison de son amour pour lui et a été tuée en une action sur le Santee. »